# Geranium ornithopodioides
Geranium ornithopodioides är en näveväxtart som beskrevs av Olive Mary Hilliard och Brian Laurence Burtt. Geranium ornithopodioides ingår i släktet nävor, och familjen näveväxter. Inga underarter finns listade i Catalogue of Life.